# Amphilepis tenuis
Amphilepis tenuis är en ormstjärneart som beskrevs av George Richard Lyman 1879. Amphilepis tenuis ingår i släktet Amphilepis och familjen sköldormstjärnor. Inga underarter finns listade i Catalogue of Life.